# Братя-Даскалові
Бра́тя-Даскало́ві (болг. Братя Даскалови) — село в Старозагорській області Болгарії. Адміністративний центр общини Братя-Даскалові.

## Населення
За даними перепису населення 2011 року у селі проживали 704 особи.
Національний склад населення села:
| Національність   | Кількість осіб | Відсоток |
| ---------------- | -------------- | -------- |
| болгари          | 672            | 97,4%    |
| цигани           | 16             | 2,3%     |
| Всього відповіли | 690            |          |

Розподіл населення за віком у 2011 році:
Динаміка населення: